# Trochosa alboguttulata
Trochosa alboguttulata là một loài nhện trong họ Lycosidae.
Loài này thuộc chi Trochosa. Trochosa alboguttulata được Ludwig Carl Christian Koch miêu tả năm 1878.